# Арсенал (Marvel Comics)
Арсенал (англ. Arsenal) — вымышленный персонаж, робот-суперзлодей, появившийся в комиксах издаваемых Marvel. Арсенал дебютировал в выпуске Iron Man #114 (сентябрь 1978), он был создан Биллом Мантло и Кейтом Гиффином.

## История публикаций
Арсенал появился в двухсюжетной линии комиксов Iron Man #114 (сентябрь 1978) и Avengers Annual #9 (1979). Ещё одно появление персонажа произошло в выпуске Hulk #282 (апрель 1983). Арсенал Альфа появился в Iron Man vol. 3, #84-85 (август 2004).

## Биография
В последние дни Второй Мировой Войны группа учёных союзников во главе с Говардом Старком разработала «Проект Арсенал», и создание робота под названием «Арсенал», боевого прототипа, массовый выпуск роботов будет развёрнут в случае победы в войне. Робот также управлялся через компьютерную программу Старка. Когда союзники победили в войне, «Арсенал» был помещён на хранение. Арсенала активировали для военной демонстрации во время обострения холодной войны, но так никогда и не использовался. Мстители сражались с Единорогом под Особняком Мстителей, тогда Арсенал внезапно начал атаковать их. Железный человек успешно отключил его.
Мстители узнают, откуда взялся Арсенал, от правительственной связи Генриха Питера Гирича. «Арсенал» снова активируется и похищает Соколиного глаза и Зверя поражая их электрическим разрядом. Хэнк Пим предупреждает других членов Мстителей, что группа Project Tomorros находится прямо под особняком.
Хозяйка ошибочно полагала, что союзники проиграли Вторую мировую войну, Арсенал побеждает некоторых Мстителей, пока не столкнулся с Тором и Алой Ведьмой. Видя своё поражение, Арсенал самоуничтожается, в то время Железный человек сталкивается с Хозяйкой, запрограммированная мозговыми волнами Мария Старк. Железный человек объясняет, что союзники выиграли войну, и то, что Хозяйка была просто модель его матери Марии, компьютерная программа вытягиваются собственную память.
Арсенал симулировал своё уничтожение. Когда Женщина-Халк и Халк посещали Особняк, в это время Арсенал напал на дворецкого Мстителей Эдвина Джарвиса. Женщина-Халк и разъярённый Халк начали крушить Арсенала, пока не уничтожили его.
Железный человек в конце концов узнаёт, что подразделение «Бета» было уничтожено, а подразделение «Альфа» осталось под Особняком. Министерство внутренней безопасности просят Тони закрыть его из-за угрозы безопасности людей и других Мстителей, которую оно представляет. Железный человек отслеживал блок управления, не зная о том, что Мстители следовали за ним. Устройство активируется, когда коды передачи передаются на радиоуправляемый компьютер Железного человека, затем происходит битва между новым Арсеналом и Мстителями. Тони понял, что Арсенал был активирован вмешательством в его «инертный» сигнал. Железный человек заманивает Арсенала в западню, в то время Кэрол Денверс находит источник помех, после чего отключает его.
Полностью заново собранный и контролируемый, Арсенал позже использовался в качестве тестовых тренировок для новобранцев Мстителей под предлогом того, что он вышел из под контроля.

## Силы и способности
Арсенал — многофункциональный боевой робот, обладающий повышенной прочностью и долговечностью. Он вооружён инерционными стрелами, излучающим электрошоковым кнутом и высокоинтенсивным лазерным лучом. Арсенал Альфа снаряжён огнемётом, несколькими пушечными установками и деспенсером для выброса токсичных газов.

## Альтернативные версии

### Ultimate Marvel
Ultimate Marvel iteration of Arsenal — это несколько роботов, которых, как выяснилось, создал Говард Старк-старший для Железного Человека.

### Marvel Noir
По сюжету Marvel Noir, роботы «Арсенала» были созданы как нацистское оружие Барона Земо (он же Говард Старк после взятия над ним контроля разума).

## Вне комиксов

### Телевидение
- Арсенал появился в анимационном мультсериале «Мстители, общий сбор!», озвучен Джимом Мескименом[англ.][12]. Робот был построен Говардом, чтобы он защищал Тони от всевозможных опасностей. В эпизоде «Арсенал» андроид обнаружил его в Чернобыле, где Арсенал использовался для содержания гаммы-излучения реактора на протяжении нескольких десятилетий, благодаря камню Силы Халк активировал Арсенала. В эпизоде «Восход Таноса» Арсенал поглощал выстрелы из Перчатки Бесконечности, тем самым лишив Таноса сил. Он помог Железному человеку и Тору в битве против Эрика Уильямса[англ.]. Когда Мстители сражались с Таносом, Арсенал пожертвовал собой чтобы унести Таноса по дальше от Земли, он выполнял свою главную задачу защитить Тони любой ценой. Голова Арсенала уцелела и Тони решает восстановить его (это было в эпизодах «Призраки прошлого» и «Назад в учебный зал»). В эпизоде «Победоносный Танос» Арсенал благодаря Тони был восстановлен, он смог поглотить всю энергию всех Камней Бесконечности, тем самым помог Мстителям победить Таноса. Альтрон вселяется в тело Арсенала для захвата сил Камней Бесконечности, чтобы стать всемогущим. В эпизодах «Трешены в системе» и «Расформированные Мстители» Тони Старк безуспешно атакует Альтрона, чтобы вытащить из него Арсенала. В эпизоде «Восстание Альтрона» Арсенал ненадолго восстанавливает контроль над собой, чтобы попрощаться с Тони. Затем Арсенал летит на Солнце и уничтожает Альтрона вместе с собой. Но в результате, Альтрон вернулся благодаря действиям АИМ, а Арсенала не стало.